# Sérgio e Baco
Sérgio e Baco (em latim: Sergius e Bacchus) foram dois soldados cristãos romanos do século IV venerados como santos e mártires. Segundo a hagiografia dos dois, Sérgio e Baco eram oficiais no exército de Galério e eram muito estimados por ele até serem expostos como cristãos em segredo. Os dois foram brutalmente punidos, com Baco morrendo durante as torturas e Sérgio, decapitado. Porém, por conta de diversos anacronismos históricos, a hagiografia não é considerada um documento confiável.
O fato é que os dois foram santos muito populares na Antiguidade Tardia e igrejas dedicadas a eles foram construídas em muitas cidades, incluindo Constantinopla e Roma. A amizade entre os dois é enfatizada de maneira tão incisiva em suas hagiografias e tradições, que Sérgio e Baco se tornaram um dos mais famosos casos de pares de santos. Esta proximidade levou o historiador John Boswell a sugerir que a relação seria romântica; outros historiadores, contudo, rejeitaram esta teoria, que levou à veneração popular de Sérgio e Baco entre a comunidade cristã gay.

## Lenda
A história dos santos foi contada num texto grego conhecido como "A Paixão de Sérgio e Baco", que se passa durante o reinado do imperador romano Galério (r. 305–311), mas contém diversas contradições e anacronismos, o que torna a datação muito difícil. A obra em si pode ser do século V.

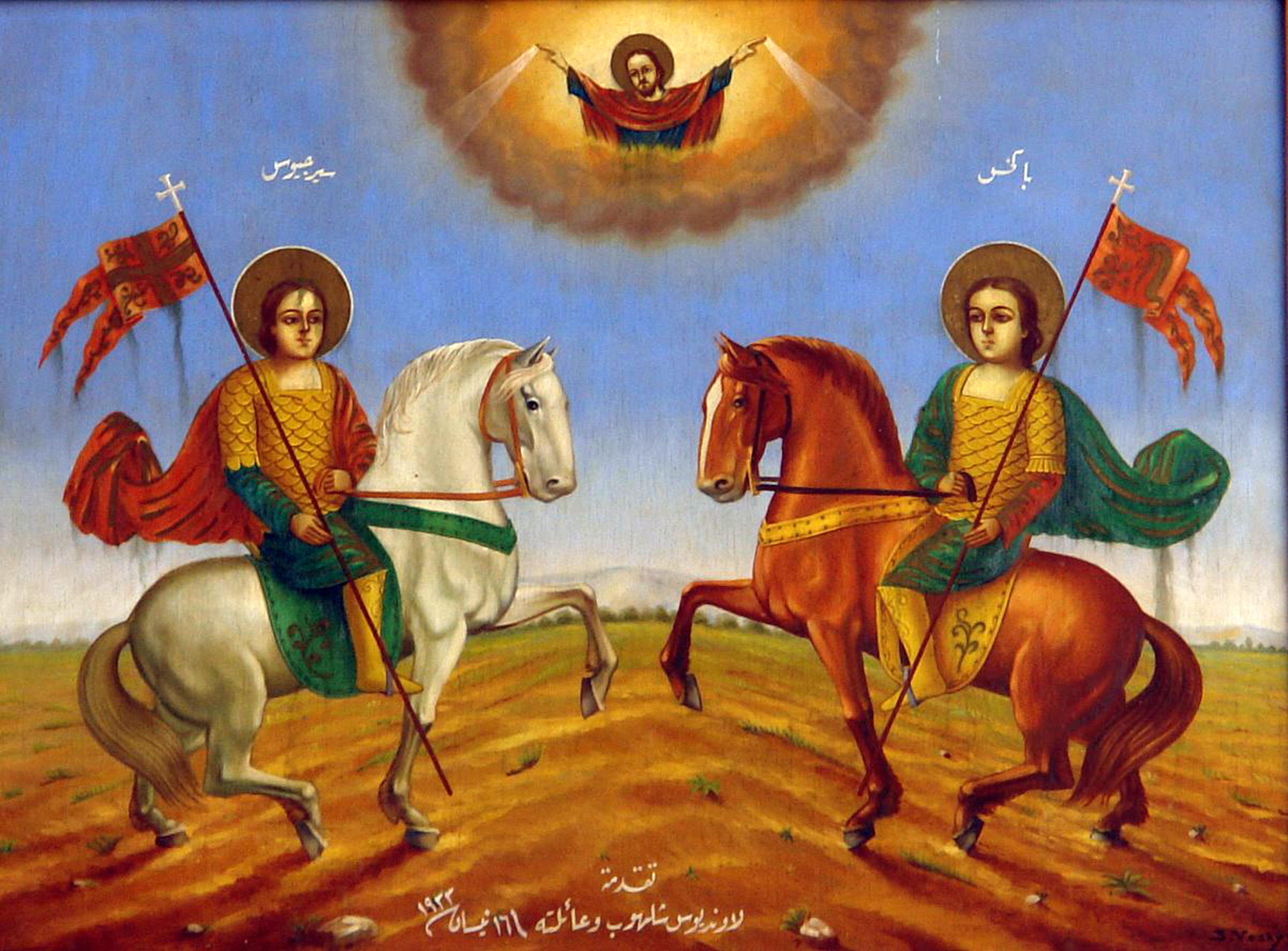
Imagem oriental dos dois santos militares.

De acordo com o texto, Sérgio e Baco eram cidadãos romanos e oficiais de alta patente no exército romano, mas sua conversão ao cristianismo foi descoberta quando eles tentaram evitar acompanhar um oficial romano numa visita a um templo pagão com o resto da tropa. Quando eles se recusaram a oferecer sacrifícios a Júpiter na companhia de Galério, foram publicamente humilhados: foram acorrentados, vestidos em roupas femininas e desfilados pela cidade. Galério então enviou os dois para Barbalisso, na Mesopotâmia para serem julgados por Antíoco, o comandante militar local e velho amigo de Sérgio. Antíoco não conseguiu convencê-los a desistirem de sua fé, porém, e Baco foi surrado até a morte. No dia seguinte, o espírito de Baco apareceu para Sérgio e o encorajou a permanecer firme para que pudessem se reunir novamente. Nos dias seguintes, Sérgio também foi brutalmente torturado e terminou executado em Resafa, onde sua morte foi marcada por acontecimentos milagrosos.

## Historicidade
A "Paixão", repleta de acontecimentos sobrenaturais e anacronismos históricos, é considerada uma fonte histórica não confiável. Não existe outra evidência do culto de Sérgio e Baco antes de 425, mais de um século depois da data de sua morte. Por isto, há consideráveis dúvidas sobre a historicidade de Sérgio e Baco.
Não existe evidências seguras de que as escolas gentílicas de Sérgio e Baco terem sido utilizadas por Galério ou qualquer outro imperador antes de Constantino I e, dado que a perseguição aos cristãos começou no exército muito antes das perseguições amplas do início do século IV, é muito improvável que mesmo cristãos em segredo tenham conseguido ascender nas fileiras da guarda pessoal imperial. Finalmente, não existem evidências que suportem a existência de monges, como os que, segundo a "Paixão", recuperaram o corpo de Baco, vivendo no Eufrates no século IV.
Por outro lado, o acadêmico italiano Pio Franchi de Cavalieri argumentou que a "Paixão de Sérgio e Baco" teria se baseado numa paixão mais antiga, perdida, de Juventino e Maximino, dois santos martirizados na época do imperador romano Juliano, em 363. Ele notou especialmente a punição de ser paradeado pela cidade vestido de mulher refletia o tratamento dispensado aos cristãos por Juliano. O historiador David Woods acrescenta que a "História Nova", de Zósimo, inclui uma descrição de Juliano punindo desertores da cavalaria da mesma forma, reforçando a tese de que o autor da "Paixão de Sérgio e Baco" teria se baseado em histórias da época de Juliano e não de Galério.
Woods argumenta que a tradição do martírio dos santos seria um desenvolvimento posterior que se ligou a obscuras relíquias no século V e que a "Paixão" é uma ficção composta depois que o culto se tornou popular. Ele conclui que "os mártires Sérgio e Baco não existiram da forma contada".

## Popularidade e veneração
A veneração dos dois santos data do século V. Um santuário a Sérgio foi construído em Resafa (renomeada "Sergiópolis" por volta de 425), mas não há evidências seguras para um culto a ele ou Baco mais antigo do que isto. A devoção cresceu rapidamente no século V conforme crescia o culto aos mártires, especialmente os mártires militares, na época. O santuário de Resafa foi construído de pau a pique, evidentemente patrocinado pelo bispo Alexandre de Hierápolis. A "Paixão" tem sido data no século V com base na descrição que ela faz sobre a construção deste santuário como se fosse um evento relativamente recente. O santuário original pode ter sido substituído por um mais robusto, em cantaria, em 518; este novo edifício foi patrocinado por importantes figuras políticas, incluindo o imperador romano Justiniano I, Cosroes II da Pérsia Sassânida, e Alamúndaro III, monarca dos gassânidas.
Tradicionalmente, o dia da festa dos Santos Sérgio e Baco tem sido celebrado em 7 de outubro no ocidente. No Calendário Tridentino, os dois compartilhavam o dia com o papa Marcos e o outro par de mártires, Marcelo e Apuleio. Em 1716, neste mesmo dia passou-se a celebrar a festa de Nossa Senhora do Rosário e a comemoração de Sérgio, Baco e os demais santos foram movidos para 8 de outubro. Eles foram restaurados ao dia correto em 1969.
No Império Bizantino, os dois eram venerados como protetores do exército. Uma grande igreja monasterial, a Pequena Santa Sofia, foi dedicada a eles em Constantinopla por Justiniano I, provavelmente 527. Sérgio era um santo muito popular na Síria e na Arábia cristã (território dos gassânidas). A cidade de Resafa, que se tornou uma sé episcopal, ganhou o nome de Sergiópolis e preservou as relíquias numa basílica fortificada. A cidade foi melhorada por Justiniano e tornou-se um dos grandes centros de peregrinação no oriente. Muitas outras igrejas foram construídas dedicadas a Sérgio, às vezes junto com Baco. Uma delas, Santi Sergio e Bacco, em Roma, no século IX. A arte cristã representa os dois santos em uniformes militares com a palma do martírio nas mãos. Os nômades do deserto têm os dois como seu padroeiro.

### Comunidade LGBT

Ícone de 1994 dos Santos Sérgio e Baco do iconógrafo franciscano gay Robert Lentz, mostrado pela primeira vez na Parada Gay de Chicago, tornou-se um popular símbolo do Movimento LGBT

A relação próxima entre os dois é fortemente enfatizada em suas hagiografias e na tradição. John Boswell considera os dois o mais influente par de santos, mais ainda do que São Pedro e São Paulo. Em sua obra "Same-Sex Unions in Premodern Europe", Boswell argumenta que a relação de Sérgio e Baco pode ser entendida como tendo numa dimensão romântica, notando que o mais antigo texto desta hagiografia os descreve como "erastas" (erastai), que pode ser traduzido como "amantes". Ele sugeriu que os dois chegaram até mesmo a serem unidos num rito conhecido como "adelphopoiesis" ("criação de irmãos"), que, segundo ele, era uma forma de união de mesmo sexo, reforçando sua tese de uma atitude tolerante dos primeiros cristãos em relação à homossexualidade. A conclusão e a metodologia de Boswell tem sido disputadas por muitos historiadores.
Depois da obra de Boswell, Sérgio e Baco passaram a ser venerados pela comunidade cristã gay. Um ícone de 1994 dos Santos Sérgio e Baco do iconógrafo franciscano gay Robert Lentz, mostrado pela primeira vez na Parada Gay de Chicago, tornou-se um popular símbolo do Movimento LGBT.